# 永国寺
永国寺（えいこくじ／ようこくじ）は、熊本県人吉市土手町にある曹洞宗の寺院。大本山總持寺の直末寺で、人吉・球磨地域の曹洞宗寺院16箇寺の本寺。肥後三十三観音第9番札所。寺に伝わる幽霊の掛け軸や幽霊が現れたという伝承のある池があり幽霊寺の異名で知られる。 

## 歴史
創建は応永15年（1408年）とも17年（1410年）ともいう。一径永就和尚を勧請開山とし、実底超真和尚が開山。相良氏第9代相良前続の開基になり、相良氏代々の崇敬を受けた。
寺には、開山の実底超真和尚が描いたとされる幽霊の掛け軸が伝わっており、これにより俗に「幽霊寺」と呼ばれる。
寺伝によると、近郷のある男の妾が本妻の嫉妬に悩んで身投げした後、幽霊となって本妻を苦しめていた。実底超真和尚が、幽霊の醜い姿を描いて幽霊に見せると、驚いた幽霊は和尚の引導を請い、和尚の引導により成仏したという。境内にはこの幽霊が現われたという池もある。この伝説にちなみ、夏には「永国寺ゆうれいまつり」が開催される。
戦国時代には、この寺の僧は使僧として相良家の外交交渉の任を担った。
西南戦争の際には、田原坂で敗れた西郷隆盛が33日間この寺に本営を置く。明治10年（1877年）6月の人吉市街戦で寺は焼失。明治24年（1891年）に現在の本堂の再建が成った。境内には、「人吉二番隊士の碑」や「西郷隆盛先生之遺跡の碑」が建つ。

## 境内
- 山門
- 鐘楼門
- 本堂
- 開山堂
- 庫裡
- 書院
- 池 - 幽霊が出たという池。つつじ、睡蓮など、四季折々の花が咲く。
- 秋葉大権現
- 千手観音堂 - 千手千眼観音を安置する
- 五重石塔（現在四重） - 人吉・球磨地方で最も古い在銘重層石塔 　人吉市文化財
- 千人塚石塔（耳塚）
- 西郷隆盛先生之遺跡の碑 - 海軍大将山本英輔書
- 人吉二番隊士の碑

## 御詠歌
- ゆふつく日入る山の端をなかくにの つゐのすみかと兼てしるべし

## 所在地
- 熊本県人吉市土手町5

## 交通
- JR肥薩線人吉駅より徒歩11分(900m)。
- 人吉駅より九州産交バス人吉周遊バス（じゅぐりっと号）に乗車し「永国寺前」バス停下車すぐ。
- 九州自動車道人吉インターチェンジより3㎞。